# Schokoladen-Zwergfledermaus

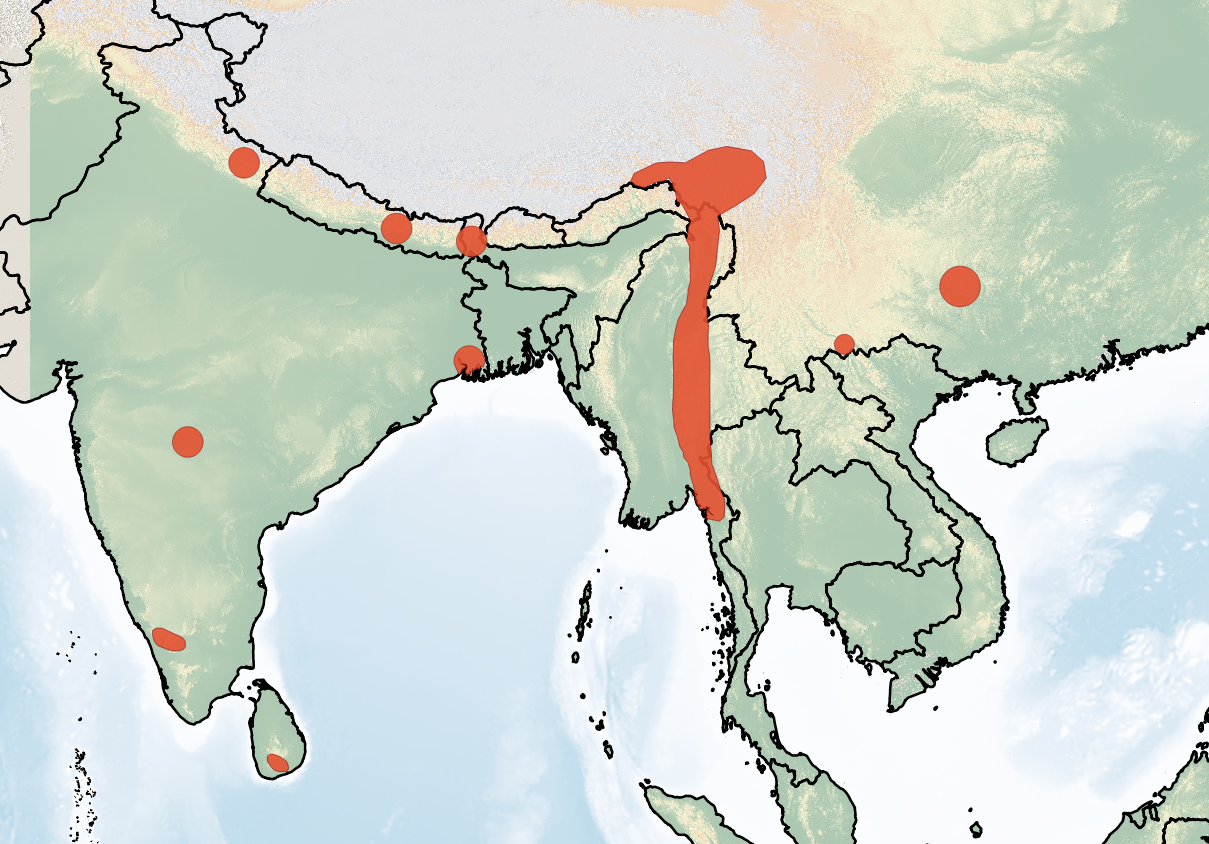
Verbreitungsgebiet laut IUCN

Die Schokoladen-Zwergfledermaus (Hypsugo affinis) ist ein mit mehreren disjunkten Populationen im zentralen und südlichen Asien verbreitetes Fledertier in der Familie der Glattnasen. Die Art wurde ursprünglich in der Gattung Zwergfledermäuse (Pipistrellus) beschrieben. Später galt sie zeitweilig als Vertreter der Gattung Falsistrellus. Aufgrund einer genetischen Studie von 2018 zählt sie von diesem Zeitpunkt als Mitglied der Gattung Hypsugo. Das Typusexemplar stammt aus Myanmar.

## Merkmale
Erwachsene Exemplare werden ohne Schwanz 43 bis 51 mm lang, die Schwanzlänge beträgt 30 bis 41 mm und die Unterarme sind 38 bis 40 mm lang. Es kommen 7 bis 8 mm lange Hinterfüße und 12 bis 15 mm lange Ohren vor. Die braunen Haare der Oberseite besitzen kurze graue Spitzen, was ein schokoladen- dunkelbraunes Aussehen erzeugt. Unterseits ist hellgraues Fell vorhanden. Neben den genetischen Abweichungen unterscheidet sich diese Fledermaus durch kleine Differenzen des Schädel- und Zahnbaus von anderen Gattungsmitgliedern. Typisch sind nackte Ohren, Flughäute und Bereiche um die Schnauze die dunkelbraun sind. In der Nähe des Anus ist das unterseitige Fell fast weiß. Die breiten Ohren haben eine dreieckige Grundform mit abgerundeten Spitzen. Der diploide Chromosomensatz wird aus 36 Chromosomen (2n=36) gebildet.

## Verbreitung und Lebensweise
Funde der Schokoladen-Zwergfledermaus sind aus der Provinz Yunnan in China, Nepal, Indien, Myanmar und Sri Lanka bekannt. Möglicherweise wird Bangladesch erreicht. Die Individuen leben im Flachland und Gebirge bis 2000 Meter Höhe. Sie bewohnen Wälder und besuchen Kulturlandschaften.
Diese Fledermaus ruht am Tage in Baumhöhlen, unter Dächern und in Mauerspalten. Sie bildet kleine Gruppen mit fünf oder sechs Mitgliedern. Die Art fliegt dicht über dem Grund und fängt kleinere Insekten. Möglicherweise wird in frostigen Wochen Winterschlaf gehalten. Zur Fortpflanzung gibt es keine Angaben.

## Gefährdung
Lokale Bestände können durch Landschaftsveränderungen beeinträchtigt werden. Allgemein hat die Art ein gutes Anpassungsvermögen und die Gesamtpopulation gilt als groß. Die IUCN listet die Schokoladen-Zwergfledermaus als nicht gefährdet (least concern).